# Rainiero (cardinal, 1117)
Pour les articles homonymes, voir Rainiero.
Rainiero (mort après le 17 avril  1121) est un cardinal  de l'Église catholique du XIIe siècle, nommé par le pape Pascal II.

## Biographie
Le pape Pascal II le crée cardinal lors du consistoire de 1117. Rainiero participe à l'élection du pape Gélase II en 1118.